# ホルガ

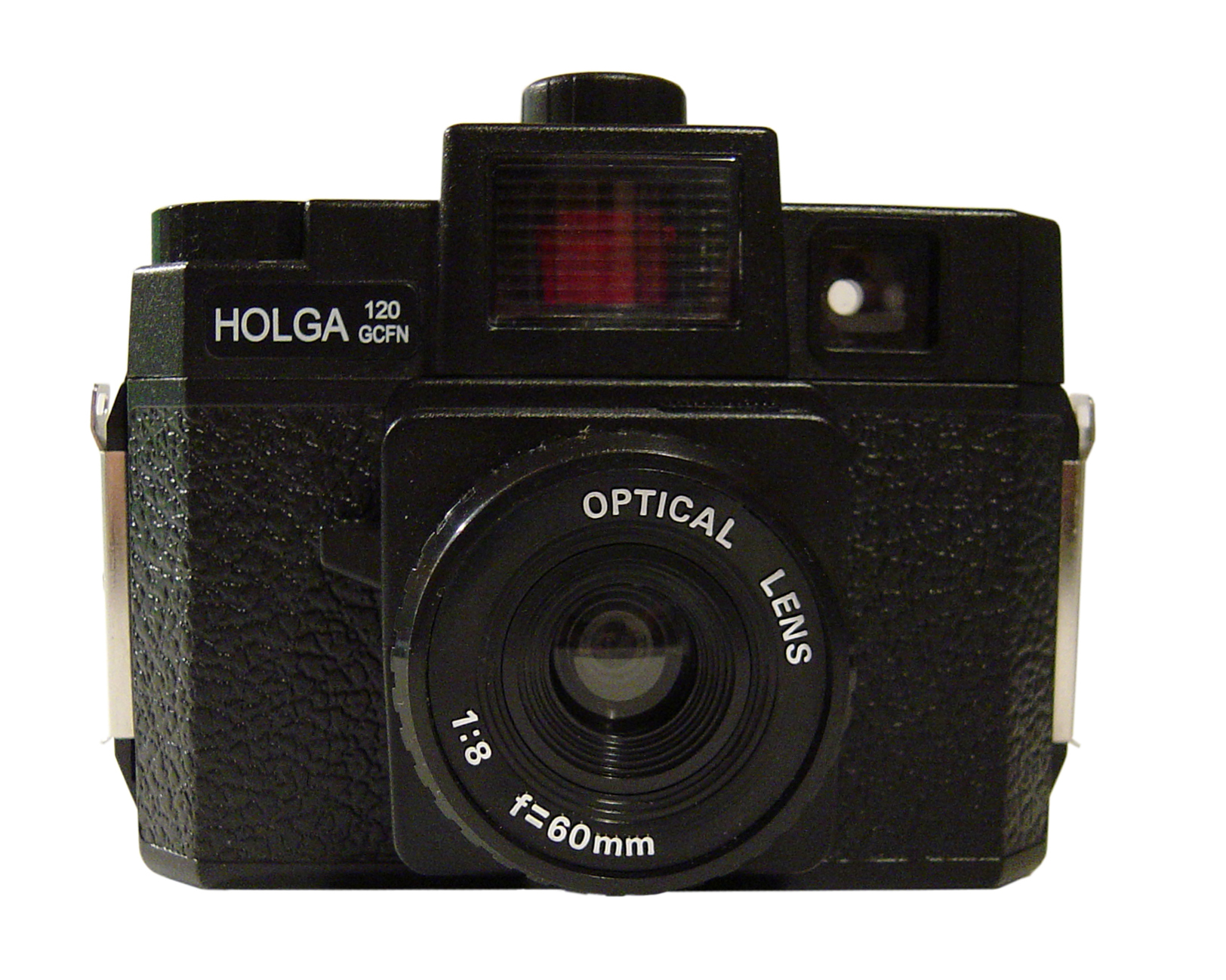
ホルガ120GCFN

ホルガ（Holga ）は中国製の安価な箱形カメラである。
1982年に香港で生まれ、安価で大量に販売されることを目指していた。ホルガの語源は広東語の「好光(ホウグォン)」（とても明るい）である。
低品質の材料と単純な凹凸レンズの組み合わされたホルガはロモよりも安く販売されたが、その安っぽい造りはしばしば背景のケラレ、ぼけ、光漏れあるいはその他の像のゆがみを生み、同じ機種でも一個一個写り具合が異なるほど品質が劣っていた。これらの効果により時々生じる一風変わった写真は皮肉なことに国際的なカルト的人気を高め、ホルガの写真はアートと報道の分野で数多くの賞を勝ち取り、トイカメラの愛好者や芸術家などに強く支持されている。
当初は120フィルムを使用するモデルから始まったが後に135フィルムや110フィルムを使用するモデルが追加された。

## レンズ

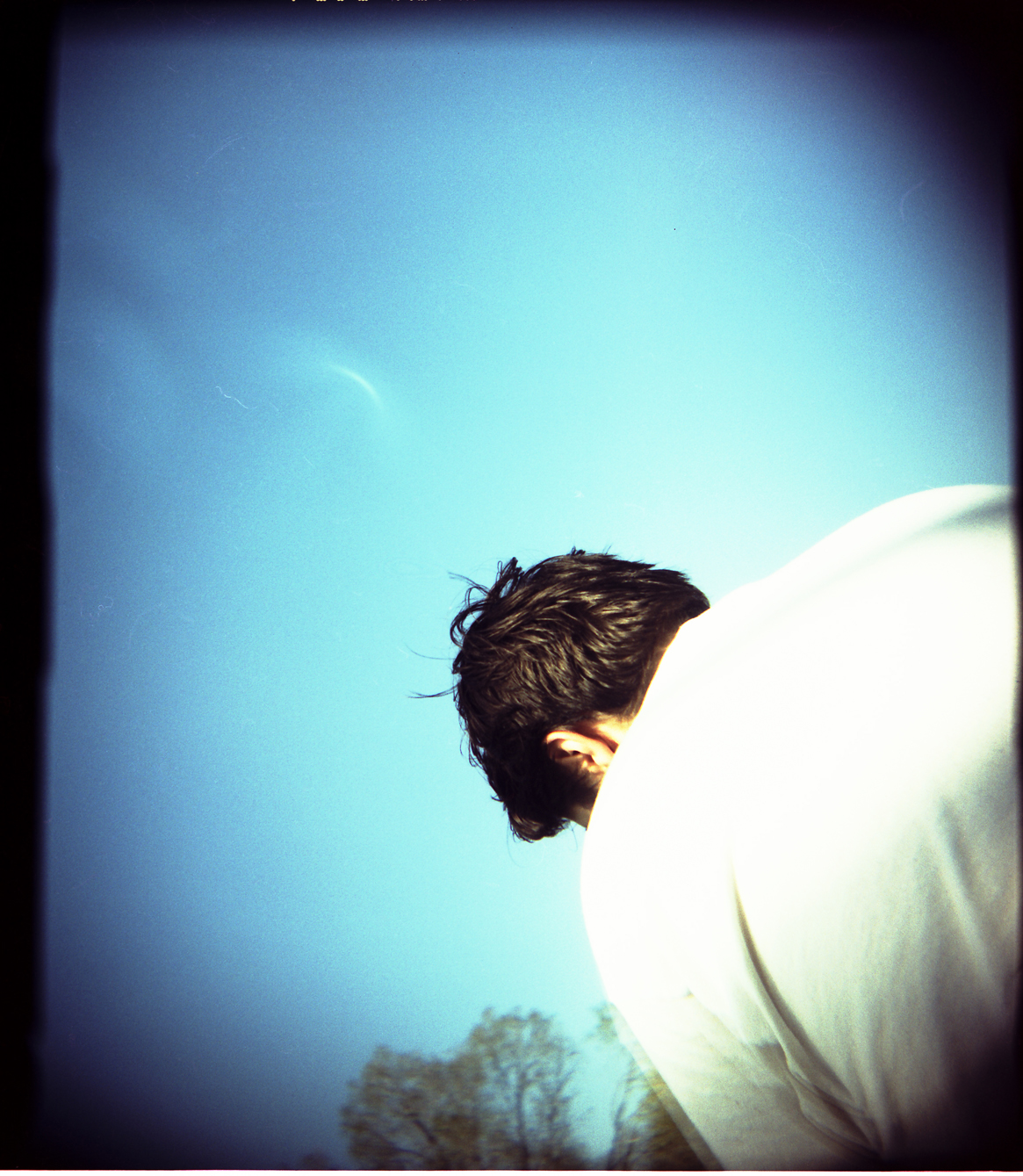
ホルガで撮影された、特徴的なケラレがみられる写真例

ほとんどのホルガのカメラには焦点距離が60mmで1m/1ヤード（91.4cm）から無限遠の間に焦点の合う単一のプラスチック製レンズが使われている。カメラ本体には、晴天用と曇天用の2つの設定の絞り切換スイッチがある。製造上の欠陥によりこのスイッチは何の効果もなく、ただ1つの絞り設定しかないが、簡単に修理でき、2種類の絞りを使い分けることができる。
すべて単一凹凸レンズなので、ホルガレンズはソフトフォーカスで色収差を生じる。モデル名がGで表されるかまたはWOCAと名付けられたホルガの別モデルではガラスレンズを装備しているが、その他の構造については同一である。ホルガレンズの投影する光の輪はフィルム上にとらえられ、それがホルガの写真に独特のぼかし効果を与えている。

## 本体

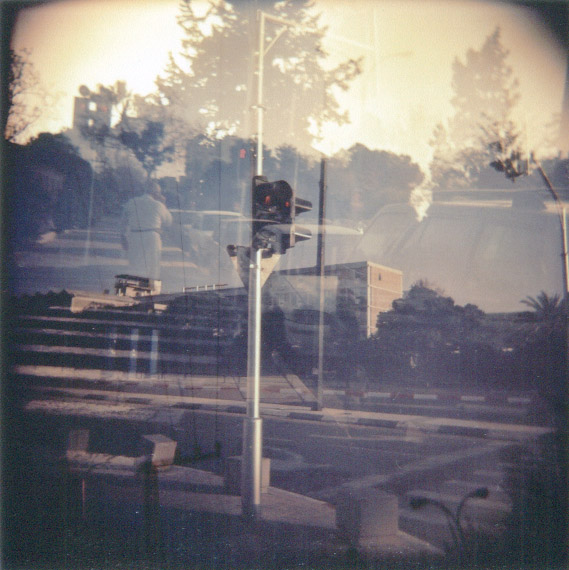
三重露光により撮影した写真

プラスチック製のカメラ本体には、しばしばカメラ内部に光が漏れ入る欠陥を生じがちである。古いモデルでは6×4.5cm判のフレームインサートが余分に入っているだけであるが、より新しいモデルではそれに加えて6×6cm判のフレームインサートが入っている。平面性を保持できるかという問題はあるが、フレームインサートなしで撮影した場合およそ6×6cm判となる。
ホルガのフィルム巻き上げ機構にはシャッター連動機構がないので、多重露光が可能である。そのため、意図的または偶然に一枚の現像分にいくつかのシーンが同居するなど個性的な写真を撮ることができる。またネガにひっかき傷がしばしば生じる。

## 機種
- ホルガ120S - 初代のホルガ。シャッタースピード固定、可変フォーカス、プラスチックレンズ装備、役に立たない絞り変更スイッチ、ホットシュー、6×4.5cmのフィルムマスク。この機種は現在では生産されていない。
- ホルガ120N - 日本製のプラスチックレンズ、トライポッドマウント、バルブ露光モード、フィルムカウンタースイッチ、追加の6×6cmのフィルムマスクを装備している[5]。

この両機種に対して次のような機種識別記号がある。
- FN - エレクトロニックフラッシュ内蔵機種
- CFN - 4色フラッシュ内蔵機種
- G - ガラスレンズ使用機種（Woca 120Gやフラッシュ内蔵のGFが知られている）

このほかに
- ホルガ35AF - 135フィルムを使用し24×36mm（ライカ）判。オートフォーカス、絞りF3.8、シャッタースピードは不明。
- ホルガ35MF - 135フィルムを使用し24×36mm（ライカ）判。手動フォーカス、絞り/シャッタースピードは不明。
- ホルガK-202 - Holga Meowと呼ばれる。135フィルムを使用し24×36mm（ライカ）判。絞りF8、シャッタースピード1/100秒、固定フォーカス。
- ホルガK-220
- ホルガミクロ110（Holga Micro110 ） - 110フィルムを使用する、極めて小型のホルガ。標準（F9）とパノラマ（F11）の2つの絞りが切り替えられる。シャッタースピード1/100秒。重量 150g。
- Holga 135 Pinhole - 35mmフィルムを使うピンホールカメラ[6]。
- Holga Digital - ホルガ初のデジタルカメラ[7]。

などのモデルもある。

## ファンによる改造
ホルガは趣味的なファンに支えられていることとその低価格のために、これまでにいくつかの改造版が生産され、そして欠点を修正されてきた。それらを以下に挙げる。
- ホラロイド - ホルガ120カメラを改造しポラロイド80シリーズのインスタントフィルムに対応した。この変更により光学ファインダーは使用できなくなっている。
- ピンホルガ - レンズと、場合によってはシャッター機構全体が取り外され、ピンホールに置換したピンホールカメラ。holgamods.comにより生産された。
- ピンホラロイド - インスタントフィルムに対応しレンズをピンホールに置換したもの。
- ホルガブラッド - ハッセルブラッドのレンズを装着してある。
- WOCA - プラスチックレンズに換えてガラスレンズをつけてある。

この他、120スプールに135フィルムを挟んでパーフォレーションを含めフィルム全面が露光するようにする、内部を艶消し黒で塗装し内部反射を抑える、絞り切り替えスイッチを修理するなどがある。